# Magister
Magister (skrót mgr, z łac. dowódca, mistrz, nauczyciel) – tytuł zawodowy nadawany przez uczelnie po ukończeniu studiów drugiego stopnia lub jednolitych studiów magisterskich.
Dla uzyskania tytułu magistra niezbędne jest wcześniejsze uzyskanie absolutorium, złożenie pracy dyplomowej i zdanie egzaminu magisterskiego. Jest to również tytuł zwyczajowy używany w stosunku do farmaceutów (podobnie jak tytuł doktora używany w odniesieniu do lekarzy i profesora wobec nauczycieli).
Po ukończeniu niektórych kierunków nadawane są tytuły równorzędne tytułowi magistra: tytuł magistra inżyniera po ukończeniu studiów II stopnia dla inżynierów, tytuł lekarza po ukończeniu kierunku lekarskiego, lekarza dentysty po stomatologii oraz lekarza weterynarii po weterynarii. Jest to odstępstwem od deklaracji bolońskiej, która stanowi, że po ukończeniu studiów magisterskich absolwent otrzymuje tytuł magistra.

## Tytuł magistra w Polsce
Na podstawie obowiązującej do 1982 r. Ustawy z dnia 5 listopada 1958 r. o szkołach wyższych szkoły wyższe wydawały absolwentom dyplomy stwierdzające ukończenie studiów i nadanie tytułu magistra, magistra inżyniera lub lekarza. Tytuły nadawane absolwentom studiów zawodowych określała Rada Ministrów w drodze rozporządzenia. Magister nie był wówczas tytułem zawodowym, lecz tytułem związanym z ukończeniem studiów wyższych (z dodaniem specjalności). Dopiero w Ustawie z dnia 4 maja 1982 r. o szkolnictwie wyższym stopnie magistra, magistra inżyniera i lekarza nazwano „tytułami zawodowymi”.